# Награда Љубомир Дамњановић
Поред награде „Лазар Комарчић“ за најбоља фантастичка дела, Друштво љубитеља фантастике „Лазар Комарчић“ из Београда додељује и меморијалну награду „Љубомир Дамњановић“, искључиво за приче објављене у фанзину Емитор.
Награда се додељује у част дугогодишњег уредника Емитора, преводиоца и писца Љубомира Дамњановића Љубе (1959-1999).
Добитника награде изгласавају чланови Друштва.

### 2005
- Ото Олтвањи за причу „Ретка крвна група“.

### 2006
- Александар Марковић за причу „Излазак земље“

### 2007
- Горан Скробоња за причу „У 5 и 15 за Некрополис“